# Фокс е Сали-Монте Агуму (Каљари)
Фокс е Сали-Монте Агуму је насеље у Италији у округу Каљари, региону Сардинија.
Према процени из 2011. у насељу је живело 23 становника. Насеље се налази на надморској висини од 8 м.